# Préhistoire du Sénégal
 (juin 2017).

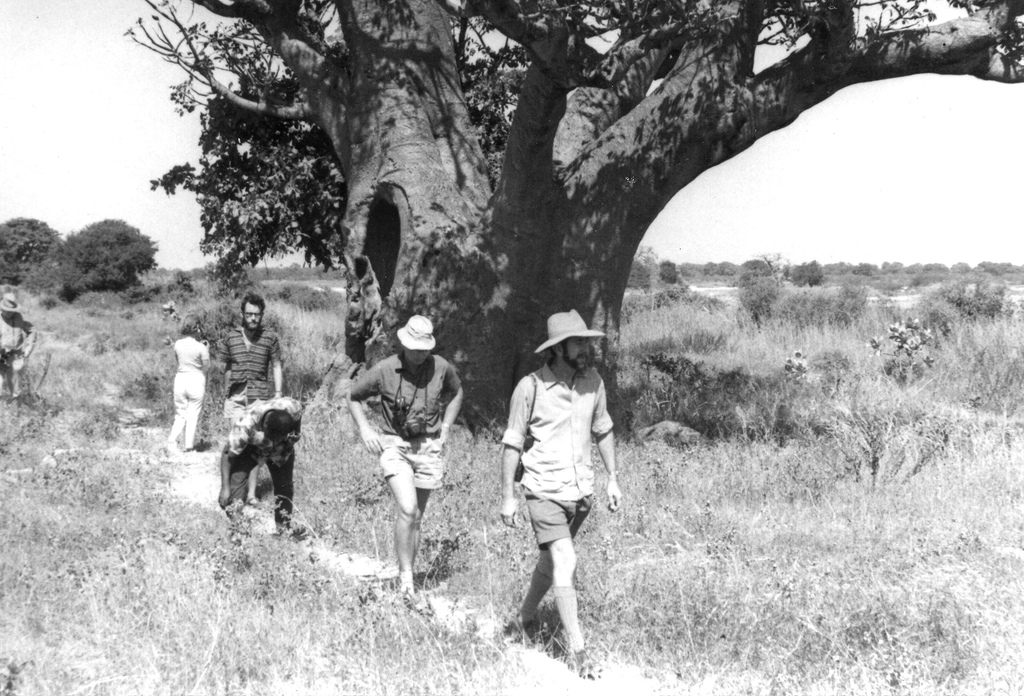
Archéologues sur le terrain (1967)

La Préhistoire du Sénégal commence avec les premières occupations humaines trouvées sur le territoire actuel du Sénégal.

## Historique
Les recherches faites par l'IFAN (Institut fondamental d'Afrique noire) durant la période coloniale au Sénégal ont mis au jour des sites datés du Paléolithique.

## Paléolithique inférieur
Les archéologues n'ont pas encore découvert de galets aménagés oldowayens.
Des bifaces acheuléens ont été découverts dans la presqu'île du Cap-Vert, à la pointe de Fann, et des hachereaux à Tambacounda et à Bakel.

## Paléolithique moyen
Le Paléolithique moyen est mis en évidence par la découverte, à Sébikotane, près de Dakar, et au Nord, de vestiges de grattoirs, de hachoirs, et de perçoirs.

## Paléolithique supérieur
Le Paléolithique supérieur est attesté par une nouvelle méthode de travail de la pierre, appelée « industrie thiemassassienne »[réf. nécessaire], découverte au sud de M'bour, à Thiemassasse.

## Holocène

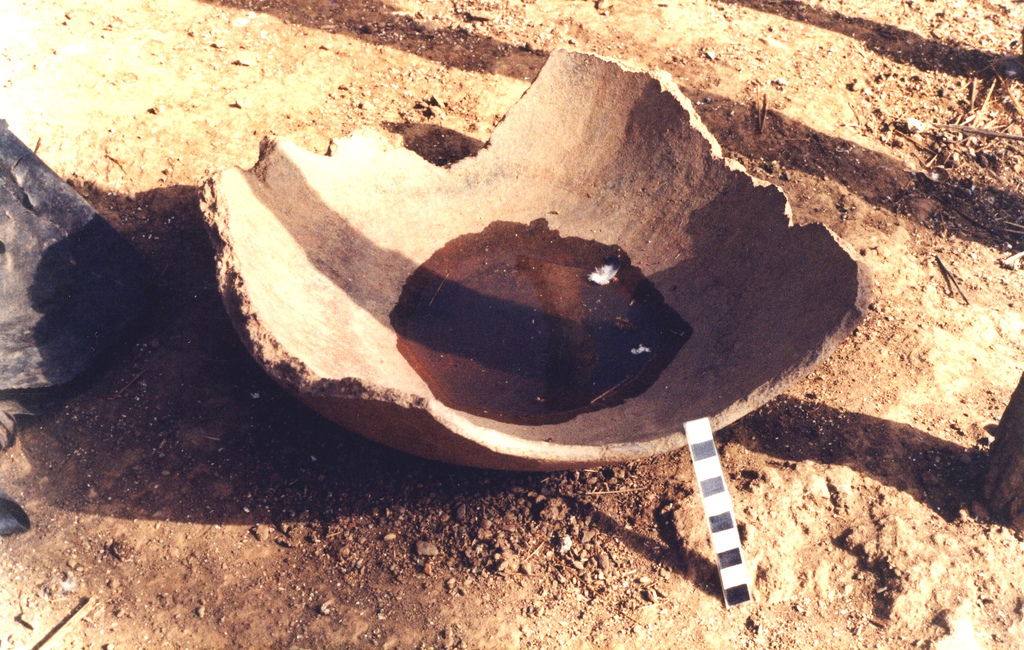
Tesson de poterie utilisé comme écuelle pour les poulets (échelle en centimètres)

Signalons les amas coquilliers, tels ceux de l'île de Joal-Fadiouth.

## Cercles mégalithiques

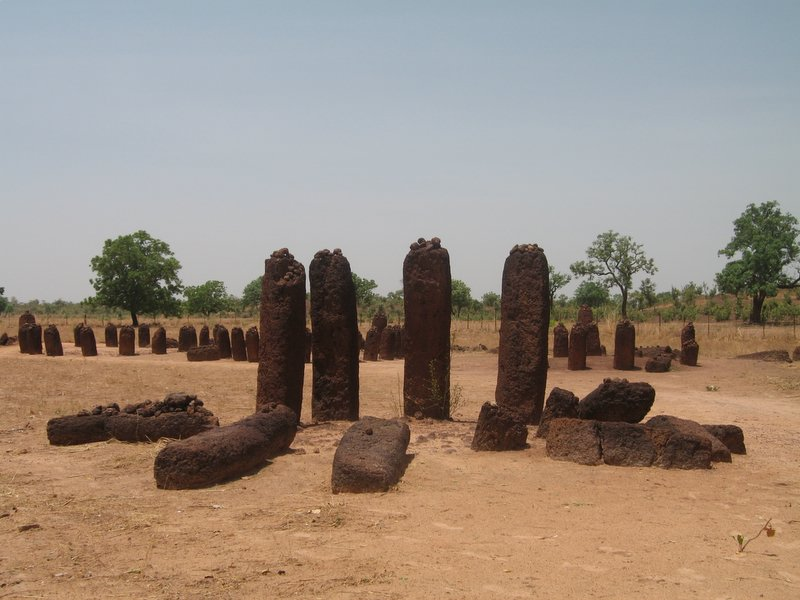
Cercles mégalithiques de Sénégambie

Les cercles mégalithiques de Sénégambie sont datés de notre ère.

## Protection
De nombreux sites ont été classés par le ministère de la culture du Sénégal.

## Filmographie
- Sur les traces des mangeurs de coquillages, film de Laurence Gavron (et al.), IRD, Bondy, 2000, 52 min (VHS)